# Arnd Schmitt
Arnd Rüdiger Schmitt (ur. 13 lipca 1965 w Heidenheim) – niemiecki szermierz, szpadzista, trzykrotny medalista olimpijski i wielokrotny medalista mistrzostw świata.
Na igrzyskach olimpijskich w Seulu w 1988 roku wywalczył złoty medal w turnieju indywidualnym, pokonując w finale Francuza Philippe’a Ribouda 10:9. Parę dni później reprezentacja RFN w składzie: Elmar Borrmann, Volker Fischer, Thomas Gerull, Alexander Pusch i Arnd Schmitt zdobyła srebro w turnieju drużynowym. Podczas rozgrywanych cztery lata później igrzysk olimpijskich w Barcelonie wspólnie z Elmarem Borrmannem, Robertem Felisiakiem, Uwe Proske i Władimirem Riezniczenko zdobył drużynowo złoty medal. Indywidualnie zajął 29. miejsce. Następnie zajął 4. miejsce w drużynie i 10. indywidualnie na igrzyskach olimpijskich w Atlancie w 1996 roku. Podczas ceremonii otwarcia tych igrzysk był chorążym reprezentacji Niemiec. Brał również udział w igrzyskach olimpijskich w Sydney w 2000 roku, zajmując piąte miejsce w zawodach drużynowych i dziewiąte w indywidualnych.
Podczas mistrzostw świata w Barcelonie w 1985 roku wspólnie z Alexandrem Puschem, Achimem Bellmannem, Volkerem Fischerem, Thomasem Gerullem zdobył złoty medal w zawodach drużynowych. W tej samej konkurencji zdobywał następnie złote medale na mistrzostwach świata w Sofii (1986) i mistrzostwach świata w Hadze (1995), srebrne podczas mistrzostw świata w Lozannie (1987), mistrzostw świata w Atenach (1994), mistrzostw świata w Kapsztadzie (1997) i mistrzostw świata w Seulu (1999) oraz brązowe na mistrzostwach świata w Lyonie (1990), mistrzostwach świata w Budapeszcie (1991) i mistrzostwach świata w Essen (1993). Ponadto wywalczył złoty medal indywidualnie na mistrzostwach świata w Seulu w 1999 roku (pokonując w finale Szweda Pétera Vánky’ego), srebrny na mistrzostwach świata w Essen w 1993 roku (przegrywając w finale z Rosjaninem Pawłem Kołobkowem) oraz brązowy podczas mistrzostw świata w Atenach w 1994 roku (plasując się za Pawłem Kołobkowem i Szwajcarem Olivierem Jacquetem).
Zdobył również srebrny medal indywidualnie na mistrzostwach Europy w Krakowie w 1994 roku, złoty mistrzostwach Europy w Keszthely rok później oraz brązowy drużynowo podczas mistrzostw Europy w Bolzano w 1999 roku.

## Starty olimpijskie (medale)
Seul 1988
- szpada indywidualnie –  złoto
- szpada drużynowo –  srebro

Barcelona 1992
- szpada drużynowo –  złoto